# Théorème de Mittag-Leffler

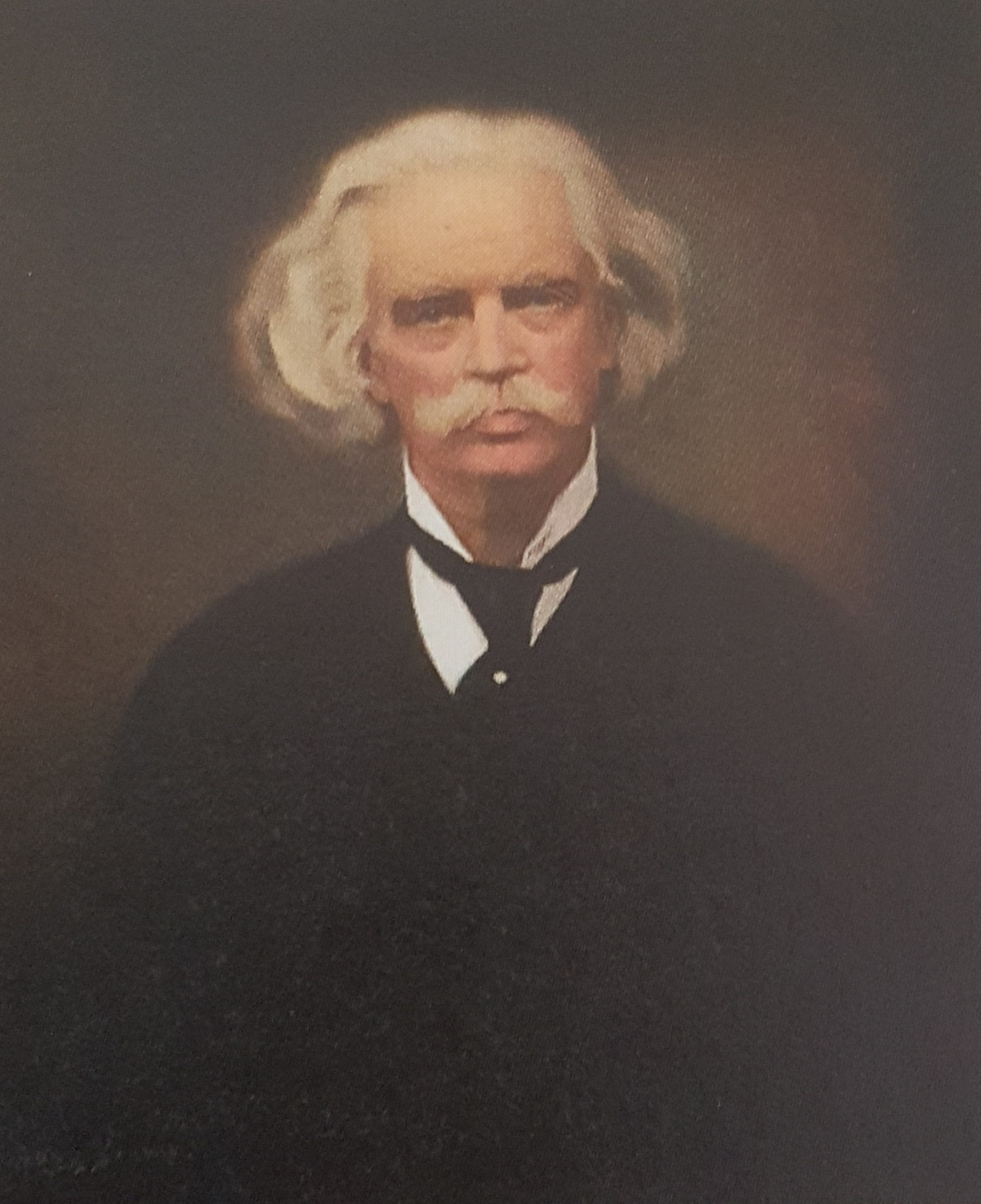
Magnus Gösta Mittag-Leffler, mathématicien suédois.

En analyse complexe, le théorème de Mittag-Leffler montre l'existence de fonctions méromorphes avec des pôles prescrits. Il se rapproche en cela du théorème de factorisation de Weierstrass, qui affirme l'existence de fonctions holomorphes avec des zéros prescrits. Il doit son nom au mathématicien suédois Gösta Mittag-Leffler, qui a publié des versions de ce théorème en 1876 et 1884,,.

## Théorème
Soit {\displaystyle D} un ouvert de {\displaystyle \mathbb {C} } et {\displaystyle E\subset D} un sous-ensemble sans point d'accumulation dans D. Pour tout a dans {\displaystyle E}, soit {\displaystyle p_{a}(z)} un polynôme en {\displaystyle 1/(z-a)}, sans terme constant.
Alors il existe une fonction méromorphe {\displaystyle f} sur {\displaystyle D} n'ayant de pôles que dans E et telle que, quel que soit {\displaystyle a\in E}, {\displaystyle f-p_{a}} est holomorphe en a. En particulier, la partie négative du développement en série de Laurent de {\displaystyle f} en a est {\displaystyle p_{a}(z)}.

## Ébauche de preuve
On remarque que dans le cas où {\displaystyle E} est fini, il suffit de prendre {\displaystyle f(z)=\sum _{a\in E}p_{a}(z)}. Si {\displaystyle E} n'est pas fini, on considère la somme finie {\displaystyle S_{F}(z)=\sum _{a\in F}p_{a}(z)} où {\displaystyle F} est un sous-ensemble fini de {\displaystyle E}. Même si {\displaystyle S_{F}(z)} ne converge pas forcément quand F s'approche E, on peut toujours soustraire des fonctions rationnelles bien choisies dont les pôles ne sont pas dans D (données par le théorème de Runge), sans changer la partie négative du développement en série de Laurent de {\displaystyle S_{F}(z)}, et ainsi garantir la convergence.

## Exemple
Supposons que l'on veuille une fonction méromorphe avec des pôles simples de résidu 1 en tous les entiers positifs. Avec les notations précédentes, soit {\displaystyle p_{k}(z)={\frac {1}{z-k}}} et {\displaystyle E=\mathbb {N} }. Le théorème de Mittag-Leffler garantit l'existence d'une fonction méromorphe {\displaystyle f} dont la partie négative du développement en série de Laurent en {\displaystyle z=k} sera {\displaystyle p_{k}(z)} pour tout entier positif {\displaystyle k}. Cette fonction {\displaystyle f} vérifie les propriétés souhaitées.